# Pěstitelská pálenice
Pěstitelská pálenice je z hlediska českého práva taková pálenice (palírna), která je určena k výrobě ovocných destilátů pro soukromou potřebu drobných pěstitelů. Provozování pěstitelské pálenice a výrobu lihu povoluje Ministerstvo zemědělství na základě písemné žádosti. Proces výroby lihu v pěstitelské pálenici se nazývá pěstitelské pálení.

## Vybavení pěstitelské pálenice
Základním prvkem každé pálenice je kotel, v kterém se ohřívá kvas. Systém zapojení je zpravidla jednokotlový nebo dvoukotlový. Ke kotli je připojen chladič, čímž je splněno základní vybavení pro destilaci.
Důležitou součástí vybavení pálenice, kterou vyžaduje zákon, je lihové měřidlo a nádoba na úkap a dokap.
Moderní pálenice mají ve své výbavě také vývěvu, za pomocí které čerpají kvas do kotle nebo do předlohové nádrže. Předlohová nádrž je ve svém principu malým kotlem, které slouží jako zásobník pro další pálení. V tomto zásobníku se ohřívá kvas, tím se uspoří energie.

## Proces destilace
Hlavním úkolem destilatéra v pěstitelské pálenici je správně oddělit tři složky destilace. Úkap, prokap a dokap. Úkap je první destilace, při které nejdříve těkají látky s nejnižším bodem varu. Tyto látky jsou vesměs škodlivé, jednou z nich je metylalkohol. Prokap je hlavní částí destilace, je to finální produkt před ředěním. Dokap je poslední částí destilace obsahující látky jako je kyselina octová. Dokap se stejně jako úkap jímá do oddělené nádrže, z které se likviduje za dozoru celního úřadu.

## Příprava kvasu
Na přípravu kvasu je vhodný dřevěný nebo plastový sud (čistý). Zcela nevhodné jsou nádoby ze železa a hliníku. Základem je kvalitní ovoce. Ovoce určené k získání kvalitního destilátu (slivovice) musí být dobře vyzrálé (nejlépe přezrálé) zvláště u peckovin. Ovoce nesmí být plesnivé ani nahnilé, protože hnilobná chuť přechází do destilátu a hnilobnými procesy se snižuje i obsah využitelných cukrů.
Třešně se musí odstopkovat a pomačkat, meruňky pomačkat, broskve i odpeckovat (hořká chuť jader by pokazila chuť), švestky pomačkat, jablka a hrušky nadrtit. Nakrájet nestačí, protože by se do kvasu nedostalo dost cukru. Ideální je jablka vylisovat a kvas připravit pouze z moštu. Výtěžnost je následně daleko vyšší a není pak třeba skladovat tolik materiálu.
Nádoby se plní zhruba do dvou třetin objemu (velké švestky i více, propadnou se). Nádoby je potřeba uzavřít tak, aby neměly přístup k okolnímu vzduchu, zároveň ale musí umožnit unikání vznikajícímu oxidu uhličitému (kvasná zátka).
Ideální teplota pro kvašení je 15 a 20 °C. Pod teplotou 5 °C se proces kvašení zastavuje. Čím vyšší teplota, tím je kvašení rychlejší. 15 °C je ideální pro přerod aromatických látek. Kvašení je ukončeno, když obsah cukru klesne pod 2 %, šťáva má mírně kořeněnou a trpkou chuť a není sladká.